# Església vella de les Coves de Vinromà
L'església vella de les Coves de Vinromà, d'estil renaixentista amb vestigis gòtics, fou un temple catòlic situat al centre històric de la població, seu d'una parròquia del bisbat de Tortosa fins a les darreries del segle xviii en què es va inaugurar la nova església. Ha estat qualificada com a Bé de Rellevància Local amb la categoria de Monument d'Interès Local.

## Història
La primitiva església construïda a poc de la conquesta cristiana del territori, que tenia inicialment planta rectangular, arcs formers i sostre de fusta a dues vessants, fou progressivament ampliant-se i transformant-se al llarg dels segles. Els períodes constructius més importants foren tres: En els segles XIII-XIV es construeixen les capelles quarta i terça del costat de l'Evangeli; en els segles XIV-XV s'amplia l'església i es construeixen les capelles segona i primera del costat de l'Evangeli; en els segles XVI-XVII es cobreix la nau i el presbiteri amb volta de nervadures, es construeixen les tres capelles del costat de l'Epístola i s'amplia la capçalera i s'afegeix un tram als peus.
En principi, l'església estava dedicada a Santa Maria, després es concreta en l'Assumpció de la Mare de Déu i, darrerament, amb la construcció de la nova església a finals del segle xviii l'església vella es converteix en la capella dels Desemparats, anomenament relacionat amb alguna institució benèfica preexistent. A començaments del segle XX el temple estava pràcticament abandonat. I durant la guerra civil l'edifici va sofrir considerablement, amb la ruïna del presbiteri i de les dependències annexes.
L'any 1983 s'inicia una primera fase de la restauració de l'edifici, aconseguint la recuperació de gran part de la seva primitiva estructura. Des d'aleshores l'edifici s'ha convertit en un local destinat a usos culturals.

## Arquitectura
Actualment sols es conserven els tres trams centrals de la nau i les capelles laterals, tancada la nau per dos murs moderns. La nau està coberta per volta de creueria amb tercelets, enllaçant en cada tram quatre claus que formen un rombe en el centre. Les capelles laterals del costat de l'Evangeli es cobreixen amb volta de creueria simple, mentre les del costat de l'Epístola, comunicades entre si, es cobreixen amb volta bufada.
En les capelles del costat de l'Evangeli encara es conserva part de la primitiva decoració mural, basada en dibuixos geomètrics i florals, amb tonalitats ocres, vermellons i negres, possiblement del segle xv. I en les capelles del costat de l'Epístola es conserven una sèrie d'esgrafiats de principis del segle xvii.